# Arthur Sullivan
Arthur Seymour Sullivan, MVO (Londres, 13 de maio de 1842 — Londres, 22 de novembro de 1900) foi um compositor inglês. Ele é mais conhecido por 14 colaborações operísticas com o dramaturgo W. S. Gilbert, incluindo H.M.S. Pinafore, The Pirates of Penzance e The Mikado. Suas obras incluem 24 óperas, 11 grandes obras orquestrais, dez obras corais e oratórios, dois balés, música incidental para várias peças e numerosas peças de igreja, canções e peças para piano e de câmara. Seus hinos e canções incluem "Avante, Soldados Cristãos" e "The Lost Chord".

## Vida
Filho de um maestro militar, Sullivan compôs seu primeiro hino aos oito anos e mais tarde foi solista no coro masculino da Capela Real. Em 1856, aos 14 anos, recebeu a primeira Bolsa Mendelssohn da Royal Academy of Music, que lhe permitiu estudar na academia e depois no Conservatório de Leipzig, na Alemanha. Sua peça de graduação, música incidental para The Tempest (1861) de Shakespeare, foi recebido com aclamação em sua primeira apresentação em Londres. Entre suas primeiras obras importantes estavam um balé, L'Île Enchantée (1864), uma sinfonia, um concerto para violoncelo (ambos de 1866) e sua Overture di Ballo (1870). Para complementar a renda de seus concertos, ele escreveu hinos, baladas de salão e outras peças leves, e trabalhou como organista de igreja e professor de música.
Em 1866, Sullivan compôs uma ópera cômica de um ato, Cox and Box, que ainda é amplamente apresentada. Ele escreveu sua primeira ópera com W. S. Gilbert, Thespis, em 1871. Quatro anos depois, o empresário Richard D'Oyly Carte contratou Gilbert e Sullivan para criar uma peça de um ato, Trial by Jury (1875). O sucesso de bilheteria levou aos colaboradores uma série de doze longas-metragens de quadrinhos. Após o sucesso extraordinário de H.M.S. Pinafore (1878) e The Pirates of Penzance (1879), Carte usou seus lucros da parceria para construir o Teatro Savoy em 1881, e seus trabalhos conjuntos ficaram conhecidos como óperas Savoy. Entre as óperas posteriores mais conhecidas estão The Mikado (1885) e The Gondoliers (1889). Gilbert rompeu com Sullivan and Carte em 1890, após uma discussão sobre despesas no Savoy. Eles se reuniram na década de 1890 para mais duas óperas, mas estas não alcançaram a popularidade de suas obras anteriores.
As raras peças sérias de Sullivan durante a década de 1880 incluíram duas cantatas, The Martyr of Antioch (1880) e The Golden Legend (1886), sua obra coral mais popular. Ele também escreveu música incidental para produções de West End de várias peças de Shakespeare e teve cargos como regente e acadêmico. A única grande ópera de Sullivan, Ivanhoe, embora inicialmente bem-sucedido em 1891, raramente foi revivido. Em sua última década, Sullivan continuou a compor óperas cômicas com vários libretistas e escreveu outras obras maiores e menores. Ele morreu aos 58 anos, considerado o principal compositor da Grã-Bretanha. Seu estilo de ópera cômica serviu de modelo para as gerações de compositores de teatro musical que se seguiram, e sua música ainda é frequentemente executada, gravada e apresentada através de pastiche.